# 華生選擇任務
華生選擇任務是個心理學實驗，由彼得·華生提出 。實驗者需解答兩條問題：
桌面上有四張卡，每張卡一面是數字，一面是顏色。現在可見的一面是3、8、紅、啡。你至少須要翻開哪些牌，才能驗證這句論述「如果卡的一面是雙數數字，另一面必然是一種原色(三原色之一)」？
桌面上有四張卡，每張卡的兩面各表示了同一個人的動作。現在可見的一面是「借車」、「沒借車」、「為車子加油」、「沒為車子加油」。你至少要翻開哪些牌，才能驗證這句論述「如果借了車，就要為車子加油」？

## 解畫
兩題問題的邏輯結構都是一樣的，就是給定P、-P、Q、-Q，要求驗證P→Q。
| P,   | Q,  | P → Q |
| ---- | --- | ----- |
| -Q、 | ^-P | P^-Q  |
| T    | F   | F     |
| F    | T   | T     |
| F    | F   | T     |

由真值表可見，只有P ^ -Q成立，才會令P → Q不成立。因此，要翻轉的是可見面為P和-Q的兩張牌。
可是，實驗結果表明，有生活處境作背景的第二題，答對的百份比遠多於第一題。演化心理學家的解釋是：人類心理學的產生是自然選擇，以解決切身的問題。

## 答案
- 第一題：8,啡
- 第二題：借車,沒為車子加油